# 小池古墳
小池古墳（こいけこふん）は、岡山県笠岡市走出にある古墳。形状は円墳。笠岡市指定史跡に指定されている（指定名称は「小池の古墳」）。

## 概要
岡山県西部、小田川流域において長福寺裏山古墳群の分布する丘陵の北麓に築造された古墳である。これまでに発掘調査は実施されていない。
墳形は円形で、直径約30メートルを測る。埋葬施設は左片袖式の横穴式石室である。石室全長11.8メートル（または10.65メートル）を測る大型石室であり、笠岡市内では最大規模になる。副葬品は詳らかでない。築造時期は古墳時代後期の6世紀代と推定される。被葬者は明らかでないが、長福寺裏山古墳群の後継者とする説がある。
古墳域は1961年（昭和36年）に笠岡市指定史跡に指定されている。

## 埋葬施設

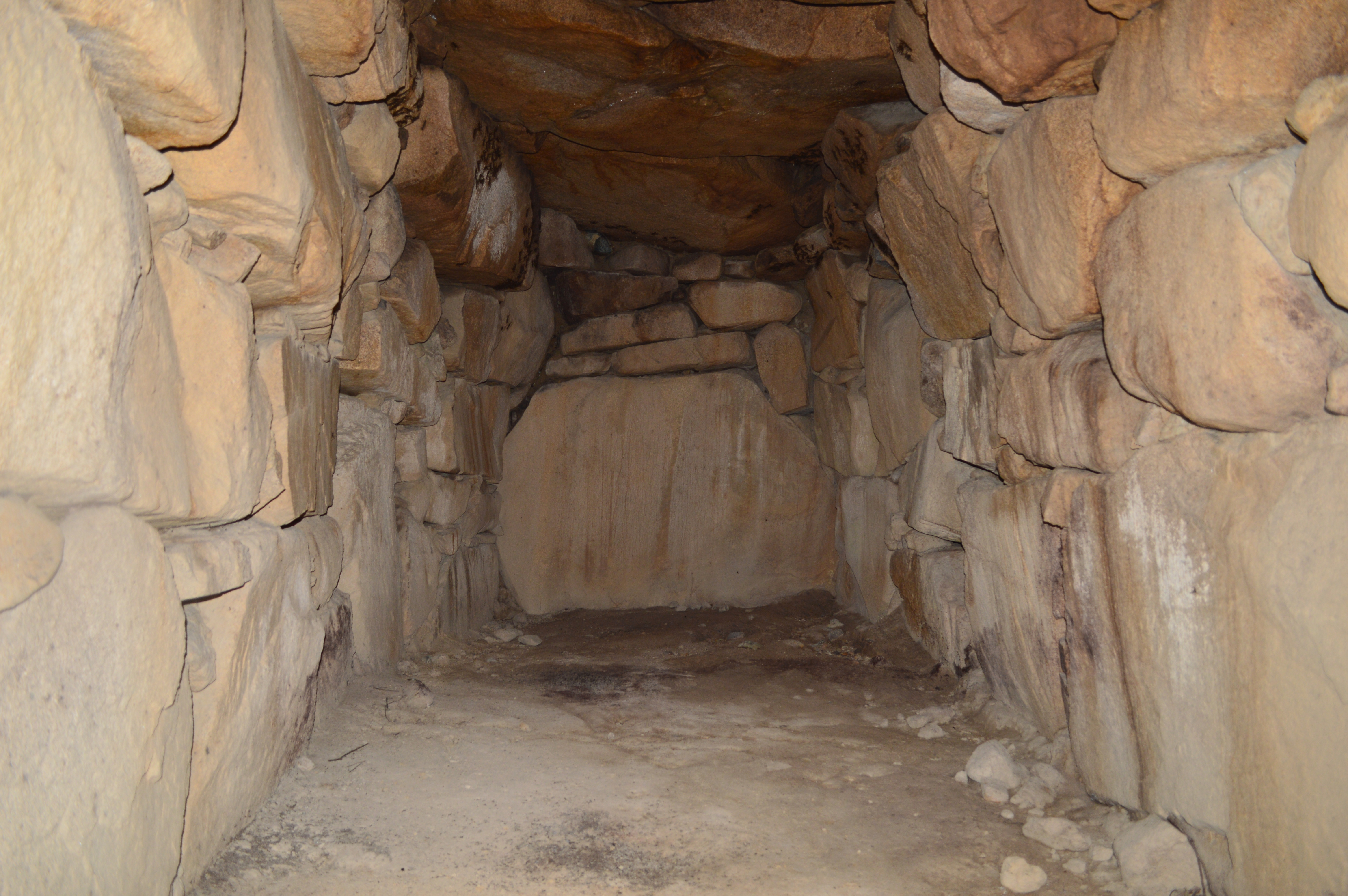
石室 玄室

埋葬施設としては左片袖式横穴式石室が構築されている。石室の規模は次の通り。
- 石室全長：11.8メートル（または10.65メートル[2]）
- 玄室：長さ6.9メートル、幅2.6メートル、高さ2.7メートル
- 羨道：残存長さ4.8メートル、幅1.55メートル

羨道の入り口部分は破壊を受けているため、本来の長さはさらに長いとされる。

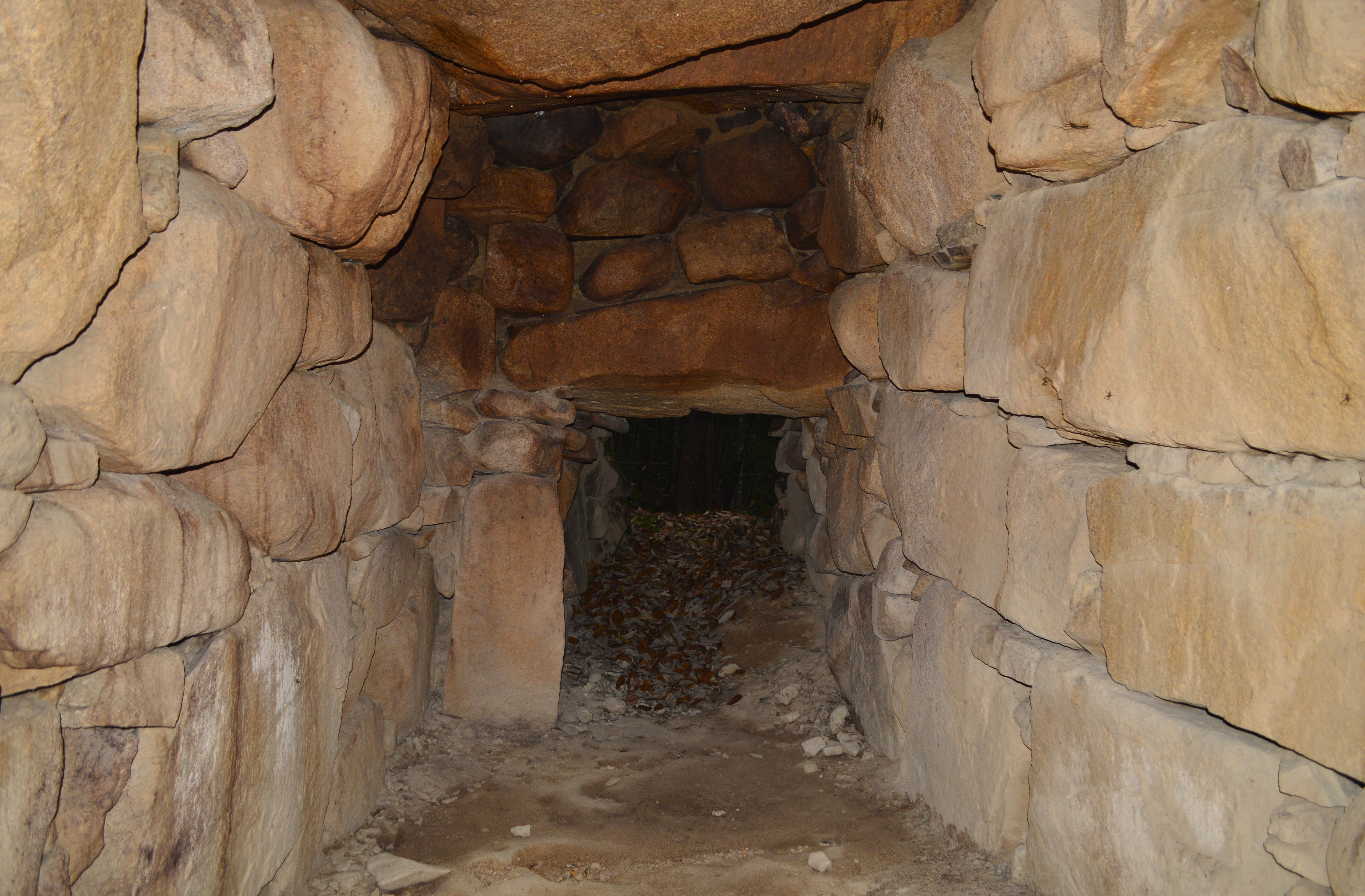
玄室（羨道方向）
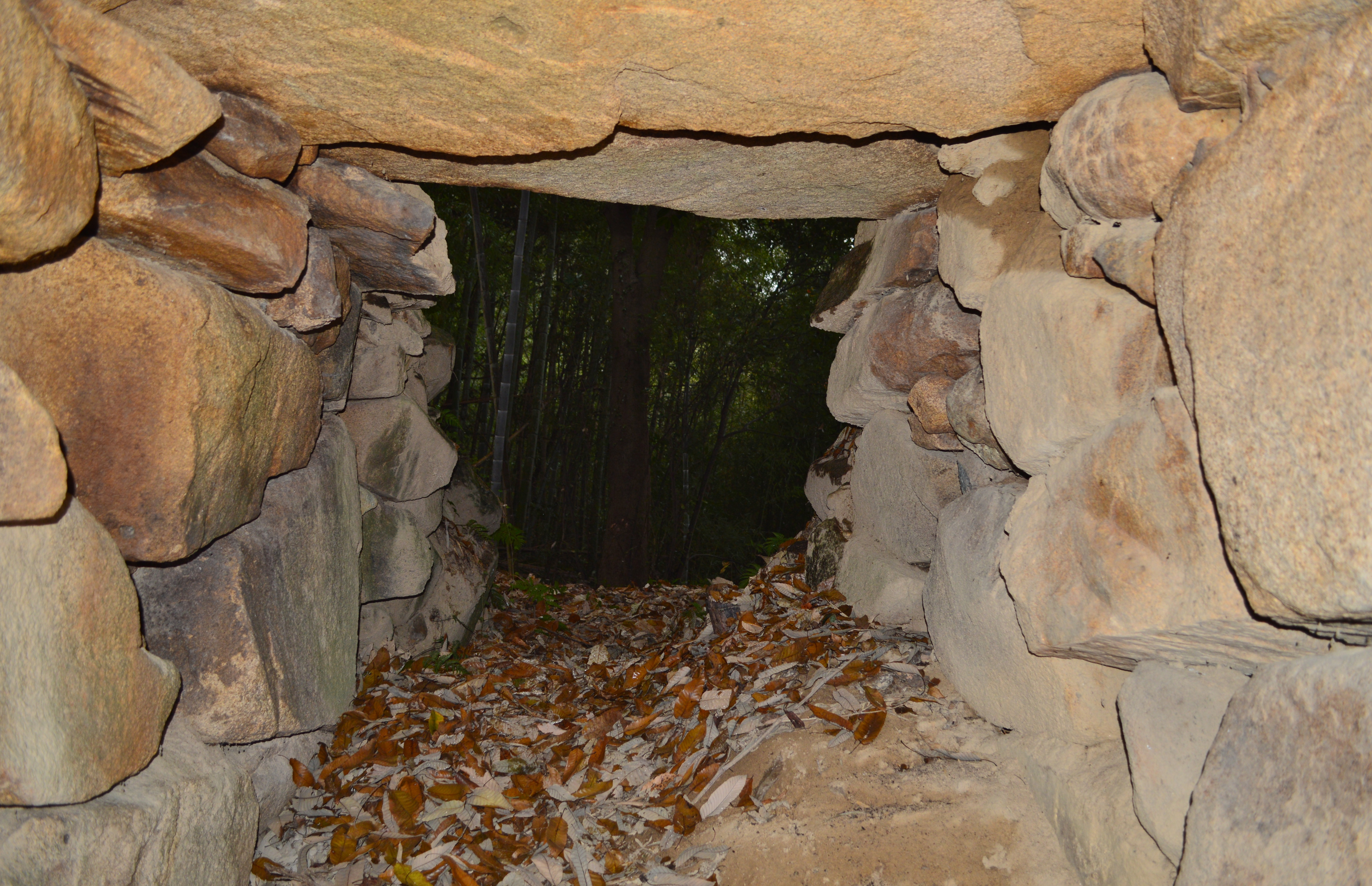
羨道（開口部方向）
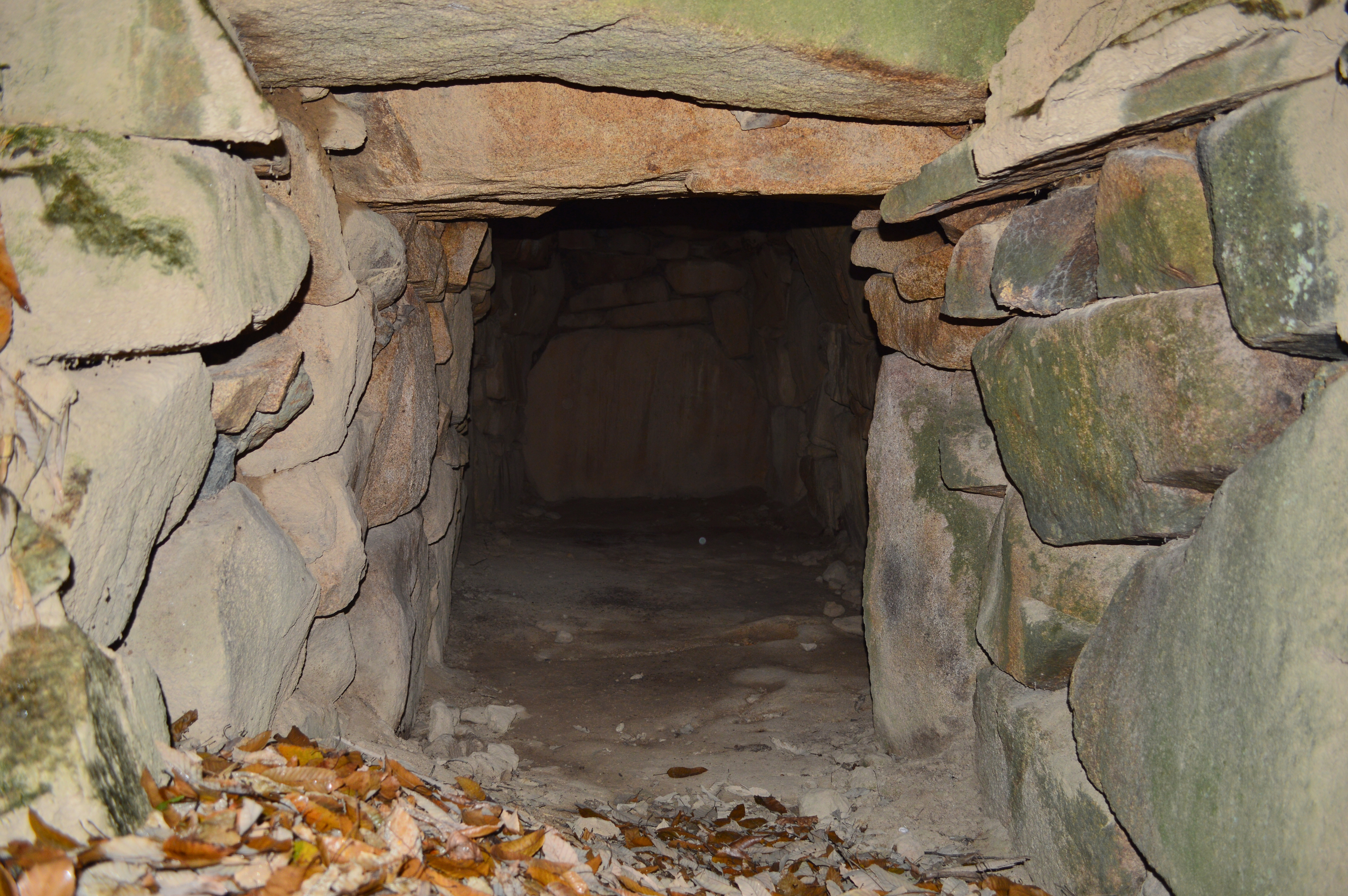
羨道（玄室方向）
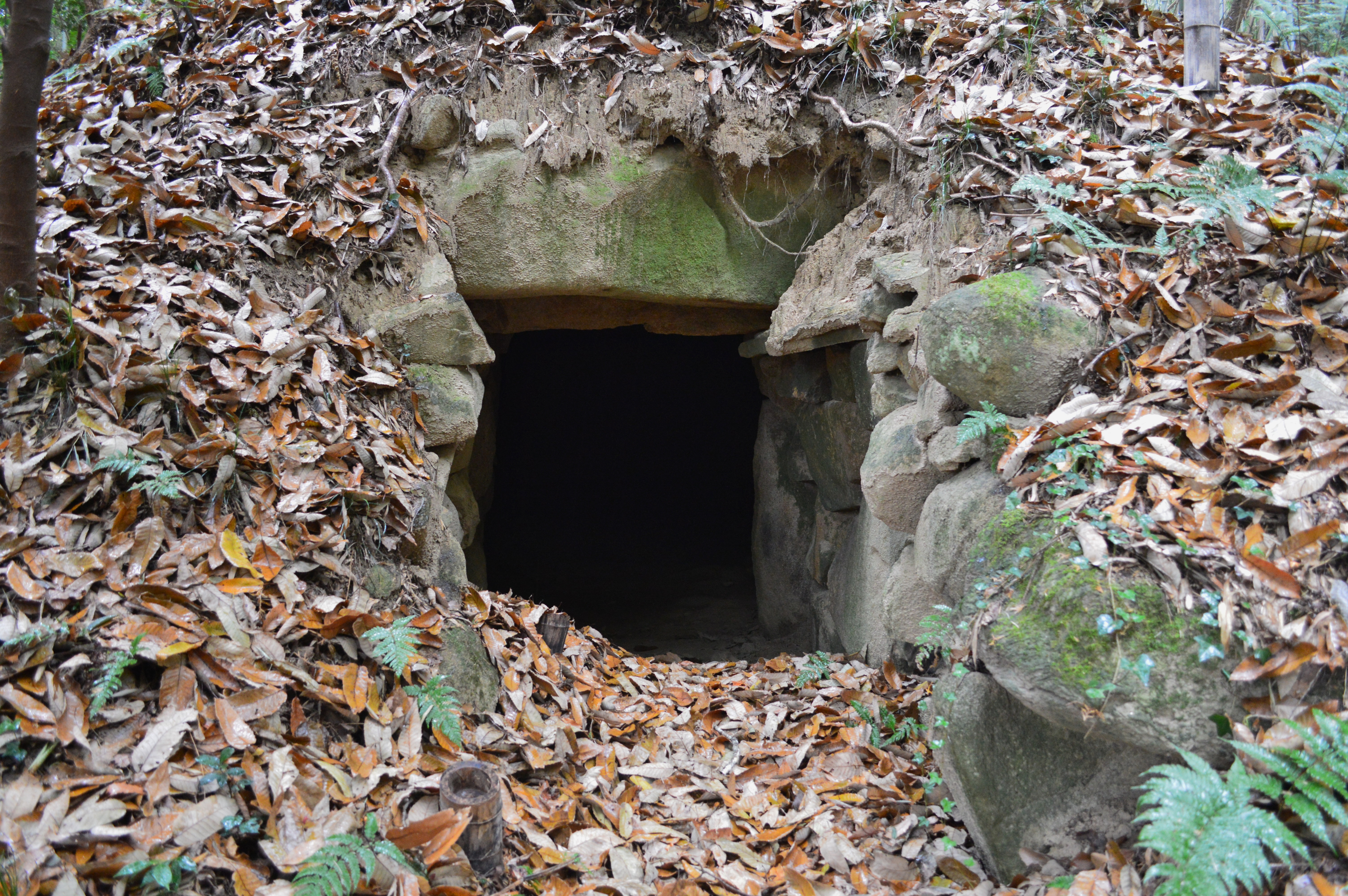
開口部

## 文化財

### 笠岡市指定文化財
- 史跡
  - 小池の古墳 - 1961年（昭和36年）10月4日指定[2]。